# TSV 1867 Leipzig

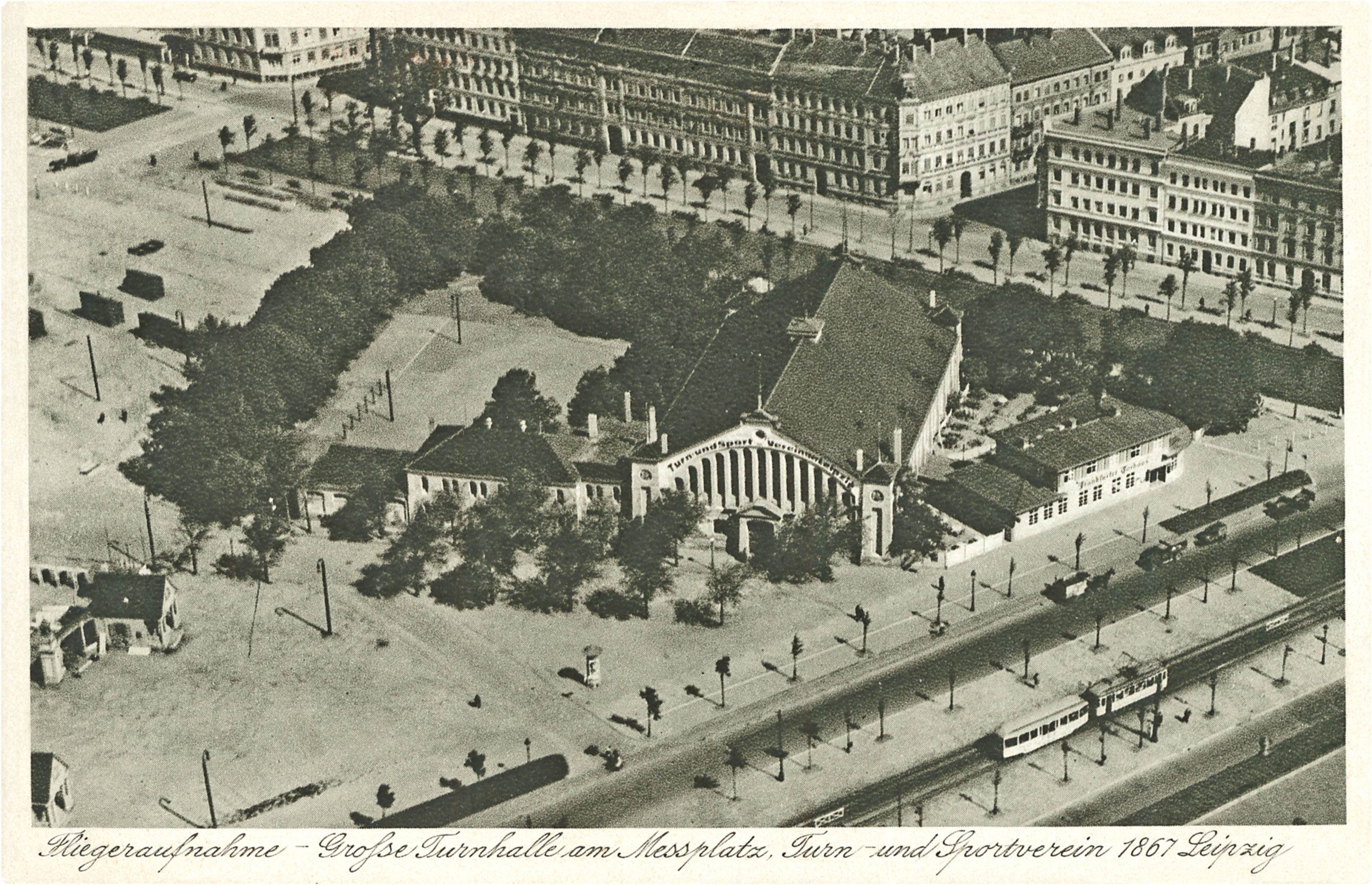
Turnhalle des TSV 1867 Leipzig, erbaut 1892.

Der Turn- und Sportverein 1867 Leipzig, der aus dem Allgemeinen Turnverein zu Leipzig hervorgegangen war, wurde am 3. April 1867 gegründet, die Auflösung des Vereins erfolgte 1945.

## Geschichte
1867 trat ein Teil der Mitglieder aus dem ATV Leipzig aus und gründete den Leipziger Turnverein (Westvorstadt), der sich später Turn- und Sportverein 1867 nannte. Die Gründung des Vereins fand im „Hôtel de Pologne“ mit 327 Mitgliedern statt. Die Grundsteinlegung und Eröffnung einer Turnhalle an der Schreberstraße erfolgte im selben Jahr. Mitbegründer des Turnvereins war der Vorturner und Turngerätefabrikant Oswald Faber.
Zum 25-jährigen Stiftungsfest 1892 wurde am 29. Mai die Grundsteinlegung der neuen Turnhalle am Frankfurter Tor vollzogen und bereits am 3. Oktober folgte die Eröffnungsfeier der neuen Halle mit Sportanlage. Im Jahr 1892 zählte der Verein 651 Mitglieder, davon 29 Vorturner. Im Jahr 1890 schuf der Verein eine Knaben-Abteilung und im Jahr 1892 folgte eine Mädchenabteilung.

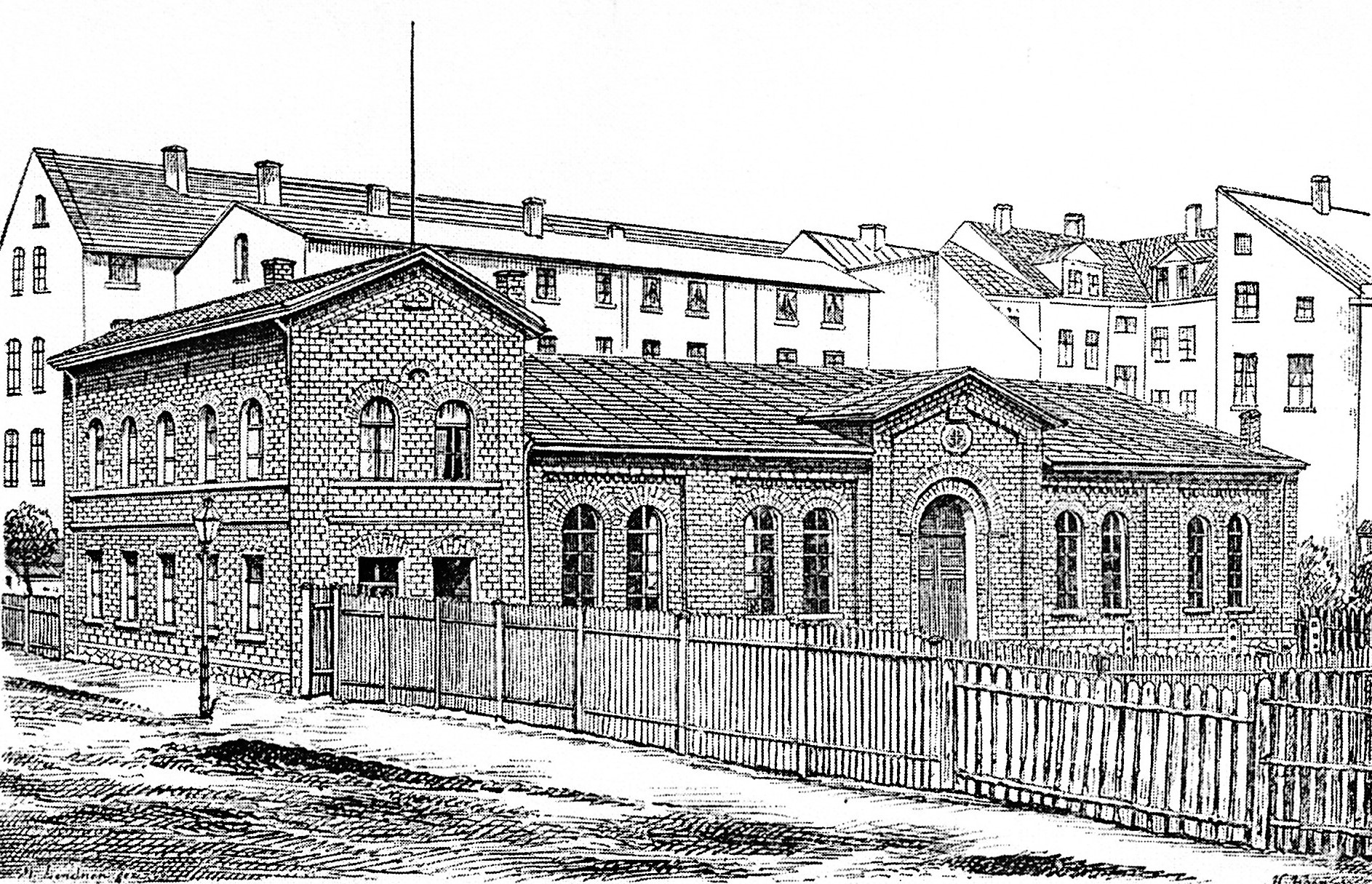
Alte Turnhalle des TSV 1867 Leipzig, erbaut 1867.

In den Jahren 1867 bis 1900 nahm der Turnverein an folgenden Veranstaltungen teil:
- IV Deutsches Turnfest in Bonn 1872
- V. Deutsches Turnfest in Frankfurt am Main 1880
- I. Sächsisches Kreisturnfest in Chemnitz 1883
- VI. Deutsches Turnfest in Dresden 1885
- VII. Deutsches Turnfest in München 1889.
- VIII Deutsches Turnfest in Breslau 1894
- IX Deutsches Turnfest in Hamburg 1898

Am 2. Oktober 1900 trennten sich in Folge Zwistes, zwischen Turnrat und Vorturnerschaft, eine größere Zahl Mitglieder vom Verein, und gründeten die Turngemeinde Leipzig. 1901 erfolgte die Gründung einer Gesangsabteilung, sie nannte sich „Gesangsabteilung des Leipziger Turnvereins Westvorstadt“. Sie bestand ausschließlich aus Turnern des Vereins.
Zum ersten Mal wurde 1904 ein Jahrbuch für 1903 mit Kalender herausgegeben. Die Mitgliederzahl betrug im genannten Jahr 1651, beinhaltete Männer, Frauen und Kinder. Im Jahr 1905 wurde der Rückgang der Mitgliederzahl beklagt, es waren nur noch 1474 Personen, 177 weniger als vor zwei Jahren.
1907 feierte man das 40-jährige Jubiläum des Leipziger Turnvereins (Westvorstadt). Die Feier fand im Zoologischen Garten mit etwa 2400 Teilnehmern statt. Die Mitgliederzahl sank auf 924. Seit Gründung des Vereins wurde die Fechtkunst zwar ausgeübt, es fehlte aber an einer Mannschaft. Dies änderte sich im September 1907, als eine feste Riege gebildet wurde. 1909 ging man von der bisher gepflegten Fechtweise mit französischem Florett und schwerem deutschem Säbel zur neuzeitlichen leichten Waffenführung, italienisches Florett, leichter Säbel und Degen über.
Beim XII. Deutsches Turnfest 1913 in Leipzig, errang der Leipziger Turnverein (Westvorstadt) die meisten Preise unter allen Leipziger Turnvereinen. Es gelangen drei Siege im Zwölfkampf, 14 Siege im Sechskampf, 14 Siege im Fechten (was der Hälfte aller Fechtpreise entsprach, die nach Sachsen entfielen) und drei Siege im Schwimmen.
Aus dem Jahrbuch 1916 für 1915 wird berichtet, dass die Halle auch im zweiten Kriegsjahr des Ersten Weltkriegs als Militär-Turnhalle fungierte. Denn die Halle nebst Turnplatz war zum Turnen, Exerzieren, Gewehrfechten, zum Appell, zur Instruktion und anderen Funktionen bis Ende Februar 1915 nach aufgenommener Statistik von 39.105 Soldaten benutzt worden. Die Mitgliederzahl betrug 1003 Personen, wobei sich 472 Mitglieder beim Feldheer befanden.
1920 erfolgte nach 20-jähriger Trennung die Wiedervereinigung der Turngemeinde Leipzig mit dem Stammverein, unter dem neuen Namen Turn- und Sportverein 1867 Leipzig. Kurz vor dem Zusammenschluss war auch der Turnclub Leipzig nach siebenjähriger Trennung zurückgekehrt. Im Jahr 1921 löste das „Vereinsblatt des Turn- und Sportvereins 1867 zu Leipzig“, das bis 1941 erschien, das Jahrbuch ab. Am 9. Oktober 1923 begannen die Turnerfußballer ihre Punktspiele unter Leitung der Deutschen Turnerschaft – Sächsische Spielvereinigung: TSV 1867 Leipzig – TV Holzhausen 2:3 (2:0).

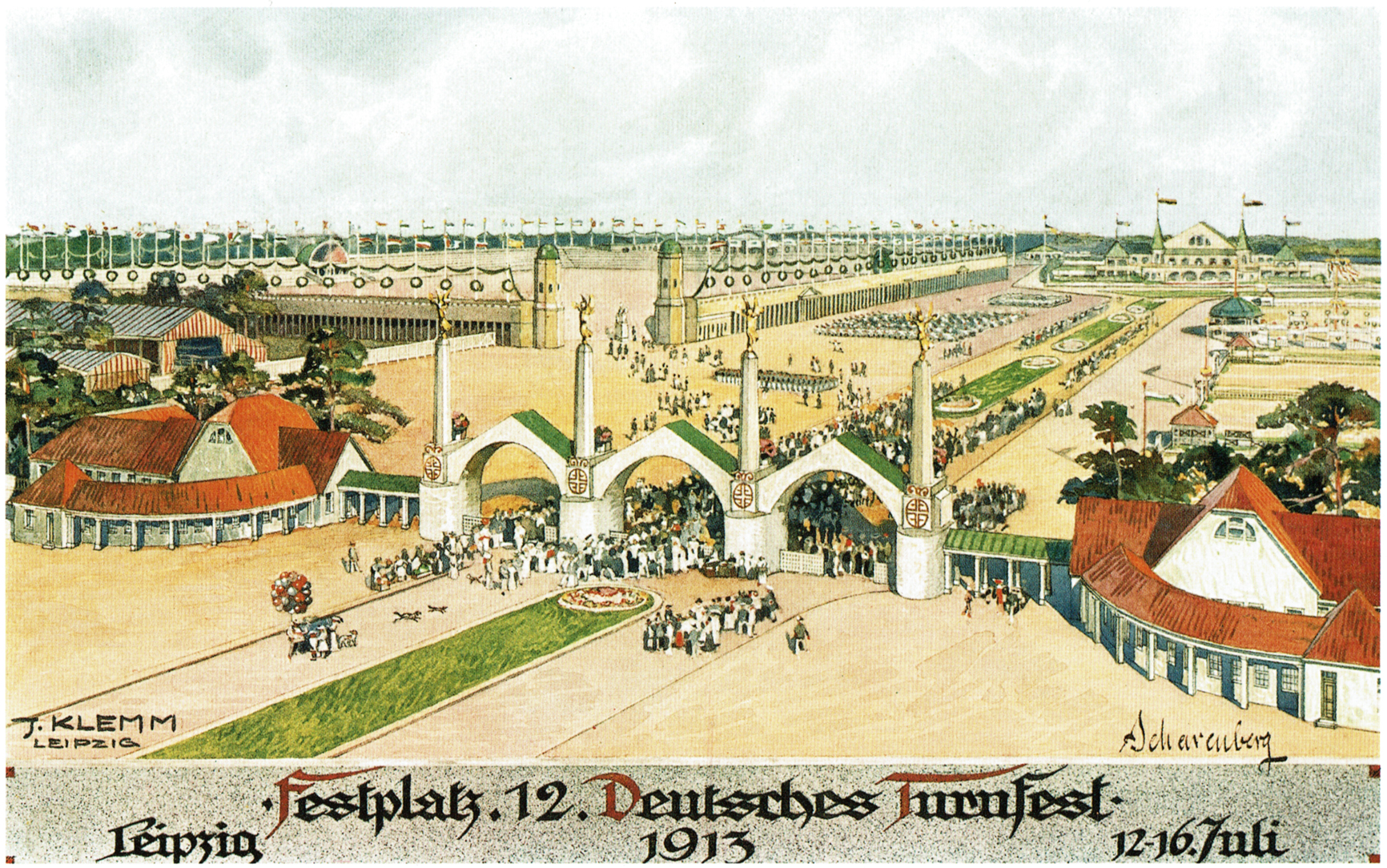
Ansicht des Festplatzes

In den Jahren 1903 bis 1923 nahm der Turnverein an folgenden Veranstaltungen teil:
- X. Deutschen Turnfest in Nürnberg 1903
- III. Sächsische Kreisturnfest in Chemnitz 1905
- XI. Deutsches Turnfest in Frankfurt am Main 1908
- XII. Deutsches Turnfest in Leipzig 1913
- XIII. Deutschen Turnfest in München 1923

1924 genehmigte der Verein eine Schwimmabteilung. Die Übungsabende begannen im Stadtbad. Die erste Aufgabe war es, jedermann das Schwimmen zu erlernen. In vielen Leipziger Turnvereinen gründeten sich Schwimmabteilungen oder Riegen. Jede Anregung des Gauschwimmwartes wurde dankbar verwertet, so wurden Elster-Massenschwimmen veranstaltet, Wasserballmannschaften zu Pflichtspielen zusammengestellt, Springer immer besser ausgebildet und nicht zuletzt die älteren Turner im Tauchen gelehrt.
1925 erfolgte die Einweihung der Turn-, Spiel- und Sportplatz-Anlage vor dem Frankfurter Tor, hinter dem Messplatz, in Gemeinschaft mit der Universität Leipzig. Diese Anlage brachte immer neue Anhänger der Spiel- und Sportbewegung hervor. Mannschaftssportarten wie Faustball, Fußball, Handball, Schlagball und Hockey wurden immer beliebter. Am 24. Mai 1925 nahm man an der Vorrunde der deutschen Fußballmeisterschaft unter Federführung der Deutschen Turnerschaft teil: ATV Breslau – TSV 1867 Leipzig 0:3 (0:0).

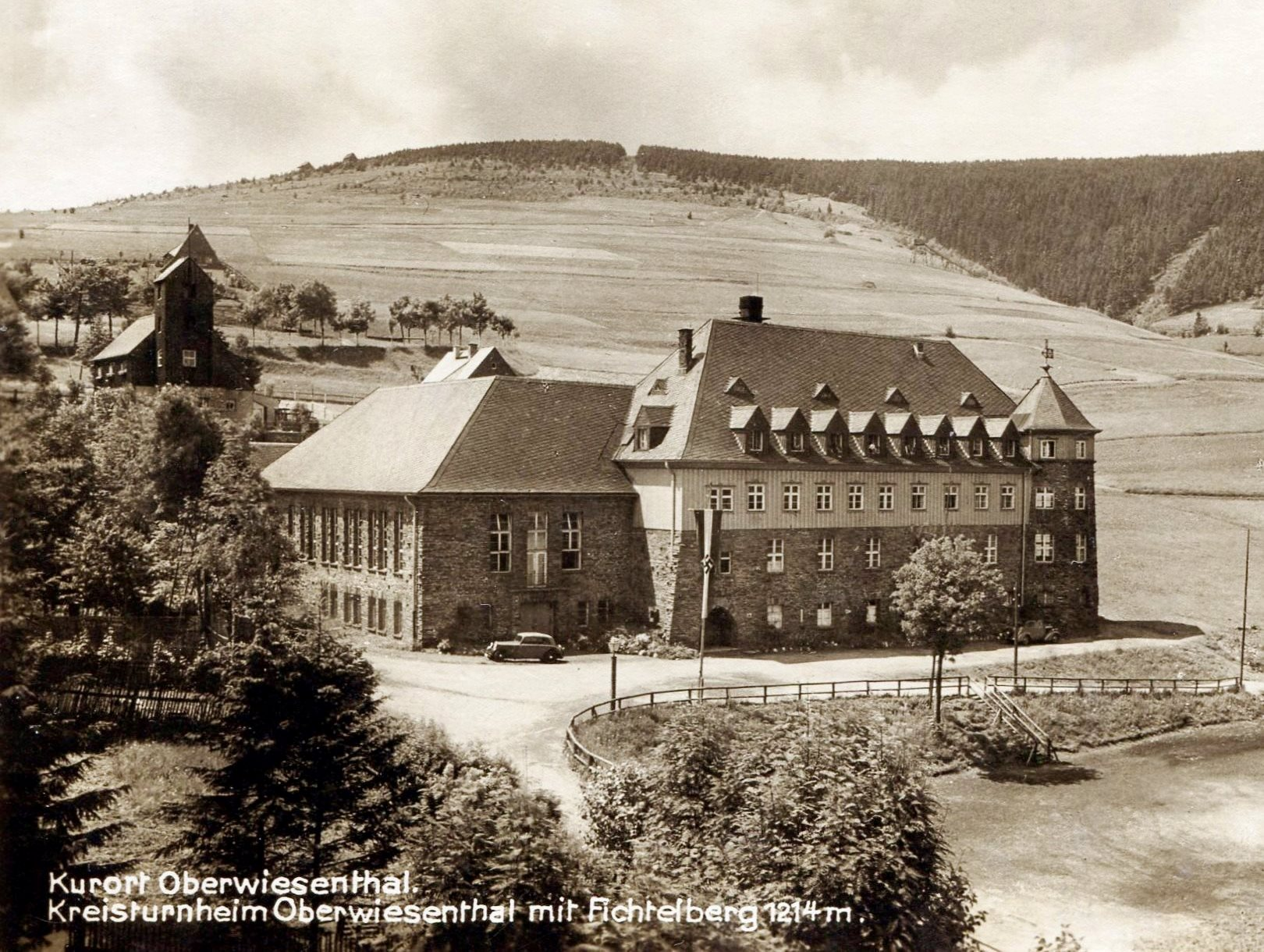
Kreisturnerheim Oberwiesenthal 1941

Das erste Kreisheim der Deutschen Turnerschaft entstand 1926 in Oberwiesenthal. Durch eine Warenlotterie beteiligte sich der Verein am Bau des Heimes. Das Haus unterteilte sich in drei Gebäude und zwar: Erholungsheim, Herberge und Turnhalle. Architekt war der Bildhauer Arthur Bock, im Verein hatte er die Funktion eines Volksturnwartes.
Zum 60-jährigen Stiftungsfest 1927 wurde folgende Bilanz gezogen: Nach der Statistik vom 1. Januar 1927 zählte der Turn- und Sportverein 1867 Leipzig 1703 Vereinsangehörige, davon waren 1065 Männer, 255 Turnerinnen, 219 Knaben und 164 Mädchen. 40 Jahre zuvor wurde die Frauenabteilung eröffnet. Mit den Jahren entwickelten sich drei Abteilungen, die allgemeine Turnerinnenabteilung, die Nachmittags-Sonder-Abteilung und die Abendabteilung. Am 14. August 1927 erreichte man das Fußballendspiel um die Körnerplakette: TV Großzschocher – TSV 1867 Leipzig 2:1 (0:0).
1929 fand die deutsche Feldhandball-Meisterschaft unter Leitung der Deutschen Turnerschaft statt. In der Vorrunde gewann der TSV 1867 Leipzig gegen den TSV Spandau 1860 mit 5 : 4. In der Zwischenrunde verlor der TSV 1867 Leipzig gegen den TV Vorwärts Breslau mit 3 : 4 und war somit ausgeschieden. Ab 1934/35 spielte der Verein in der erstklassigen Handball-Gauliga Sachsen.
Am Deutschen Turn- und Sportfest in Breslau 1938 nahm der Verein teil.
Als im Zweiten Weltkrieg am 4. Dezember 1943 ein Bombenhagel auf Leipzig herabfiel prägten Ruinen das Bild auf den Straßen und Plätzen, Tausende Gebäude wiesen Schäden unterschiedlichen Grades auf. Die nachfolgenden alliierten Luftangriffe verwandelten Leipzig bis zum Kriegsende in eine Trümmerlandschaft. Auch das Gelände des TSV 1867 Leipzig blieb nicht verschont und wurde Opfer des Krieges.
Am 20. Dezember 1945 erfolgte die Auflösung des Vereins, am 11. Februar 1947 die endgültige Löschung in den Registern.
Das Areal des TSV 1867 Leipzig wurde unter anderem durch das Zentralstadion weiterverwendet.

## Erfolge

### Fechten
1937 wurde Leni Oslob vom TSV 1867 Leipzig deutsche Florett-Meisterin im Dameneinzel,  1934, 1940, 1941 und 1943 belegte sie jeweils den zweiten Platz,  1932 und 1935 wurde sie Dritte.
 1938 Dieter Athenstedt wurde als Fechter des TSV 1867 Leipzig beim Deutschen Turn- und Sportfest in Breslau mit der sächsischen Auswahlmannschaft Deutscher Jugendmeister.

### Leichtathletik
1938 Deutsche Leichtathletik-Meisterschaften Dreisprung Silber Heinz Wöllner (TSV 1867 Leipzig).
 1939 Deutscher Meister im Speerwurf Berlin 9. Juli Karl-Heinz Berg (TSV 1867 Leipzig).
 1940 Deutsche Leichtathletik-Meisterschaften 400 m Hürden Bronze Karl-Heinz Wedlich (TSV 1867 Leipzig) /  Dreisprung Bronze Horst Vogt (TSV 1867 Leipzig).
 1941 Deutsche Leichtathletik-Meisterschaften Marathon, Mannschaftswertung Bronze Helmut Lohse, Zänker, Salvetter TSV 1867 Leipzig /  Speerwurf Gold Karl-Heinz Berg (TSV 1867 Leipzig).